# Белмаркет

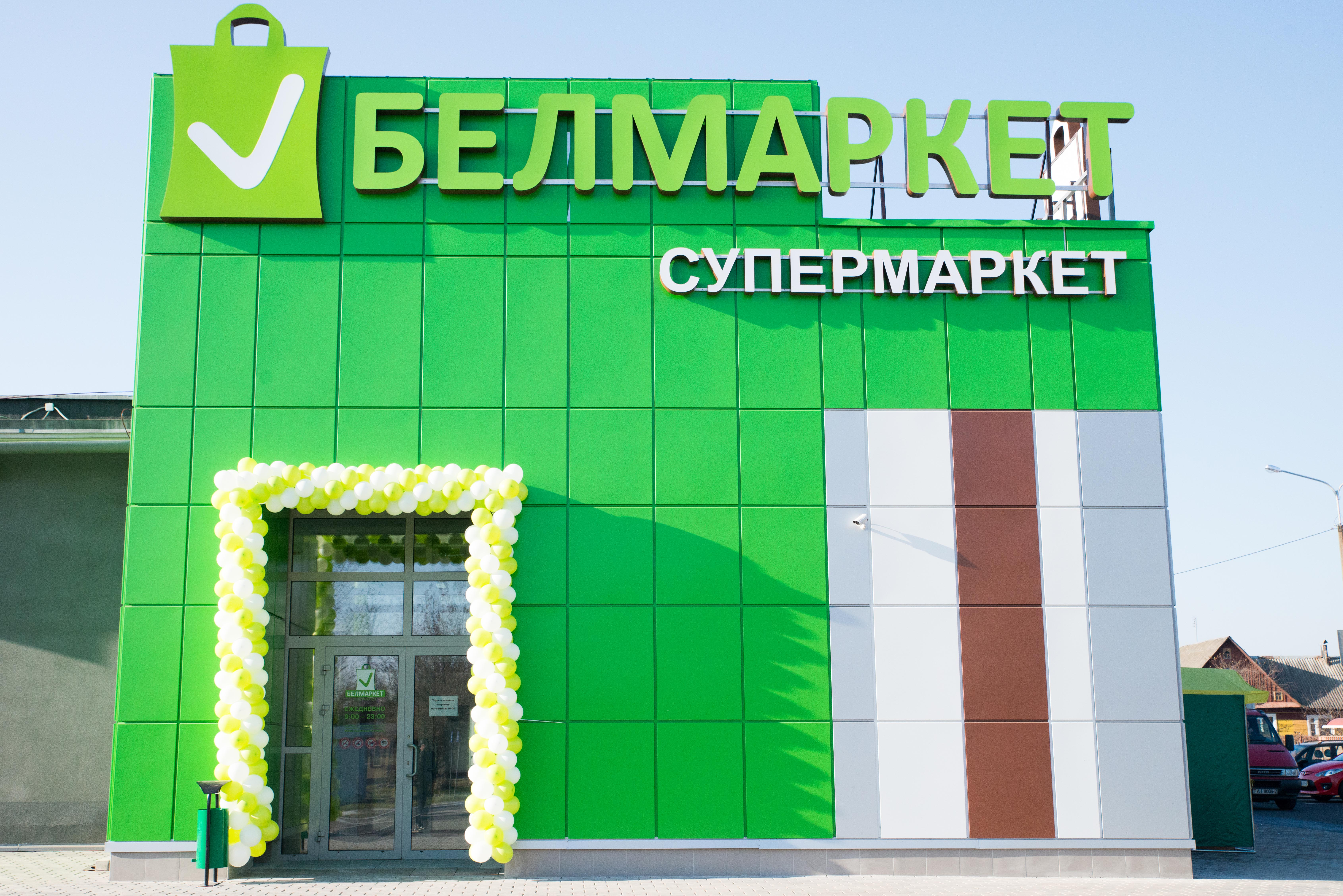
«БелМаркет» в Барановичах

«БелМаркет» (повне найменування — ИООО «БелМаркетКомпани») — білоруська мережа супермаркетів. Належить консорціуму «Альфа-Груп». Співінвестор проекту — Міжнародна Фінансова Корпорація (IFC).

## Історія
- Юридична особа ІООО «БелМаркетКомпани» була зареєстровано у червні 2007 року. Перший магазин був відкритий в Бобруйську в грудні 2007 року.
- У 2008 році «БелМаркет» придбав контрольний пакет двох мереж універсамів в Могильові: ВАТ «Арма» і ВАТ «Схід».
- На 2017 рік «БелМаркет» — лідер ринку роздрібних мереж за кількістю торговельних об'єктів форми самообслуговування в Республіці Білорусь — 71 магазин.
- На 2017 рік в мережі працює 3 134 чоловіка.